# 川島實
川島 實（かわしま みのる、1936年2月20日 - 2012年7月28日）は、日本の政治家。衆議院議員（2期）、愛知県議会議員（4期）などを歴任した。

## 来歴
福井県敦賀市出身。定時制高校の建築科に学ぶ。1957年に日本社会党に入党。1961年3月、名城大学理工学部建築学科卒業。
1967年4月、愛知県議会議員選挙に日本社会党公認で名古屋市瑞穂区選挙区から立候補するも次点で落選。
1971年の県議選で初当選。1975年、再選。1977年に社会党を離党し、社会市民連合結成に参加。その後、社会民主連合県代表を務める。1983年、4回目の当選を果たす。
1986年7月6日執行の第38回衆議院議員総選挙に向けて社会党に復党。岡崎市明大寺町坂下（現・竜美北2丁目）に居を構え、元衆議院議員の太田一夫を選対事務長とし、旧愛知4区から立候補するも落選。
日本建設組合連合参与や名古屋建築技能大学校校長などを務めた。
1990年の第39回衆議院議員総選挙は資金不足のため公示までほとんど運動ができず、決起大会を開いても集まるのは組合員が数十人という状況であったが、土井ブームの余勢を駆って得票数1位で初当選を果たした。
1993年の第40回衆議院議員総選挙は、前回の総選挙で大規模な選挙違反を行った杉浦正健の陣営が失速。川島は得票数4位で再選を果たした。
1994年6月29日に行われた首班指名選挙では社会党党首の村山富市ではなく、海部俊樹に票を投じた。翌日、川島は新聞のインタビューに対し「社会党のはしご外しを狙う自民党を利するだけ。短命政権でしょう」と答え、離党届を提出した。しかし党はこれを受理せず、除名処分とした。造反者は川島を含め衆議院で24名、参議院で4名、計28名に及んだが除名処分は川島のみであり、他の27名については厳重注意と規律委員会への報告のみだった（後に離党しようとした堀込征雄も除名された）。
1996年の第41回衆議院議員総選挙は新進党公認で愛知12区（岡崎市、西尾市、額田郡）から立候補するも落選。2000年の第42回衆議院議員総選挙は自由連合に移り、愛知4区（名古屋市瑞穂区、熱田区、港区、南区）から立候補するも落選。2001年、第19回参議院議員通常選挙に鞍替えし、自由連合公認で比例区から立候補するも落選。
2006年、旭日中綬章受章。2012年7月28日、気腫性腎盂腎炎により岡崎市内の病院で死去。76歳没。